# エル・キャピタン (ヨセミテ)
エル・キャピタン（英：El Capitan）は、アメリカ合衆国カリフォルニア州マリポサ郡、ヨセミテ国立公園にある花崗岩の一枚岩。

## 特徴
ヨセミテ渓谷の北側にそそり立つ。渓谷の谷床からは約1,000mあり、花崗岩の一枚岩（モノリス）としては世界一の大きさである。南西壁及び南東壁には数多くのクライミングルートが切り開かれており、ロッククライミングの名所として知られる。

## 歴史
エル・キャピタンという名前を付けたのは、マリポサ歩兵大隊で、1851年のことであった。それまでヨセミテに住んでいたネイティブ・アメリカンからは、To-to-kon oo-lahと呼ばれており、これは昔の族長の名前であるとされる。「エル・キャピタン」は、「岩の族長」を指すスペイン語からとった名前である。
1950年代後半からロッククライミングが始まった。
1958年、ウォレン・ハーディングらが、南西壁と南東壁の境目である突端部のルート、「ノーズ (The Nose)」の初登頂に成功した。

## クライミング
現在、70以上のクライミングルートが出来ており、春から秋にかけて、常に何十人ものクライマーたちが登頂に挑戦している。最短では約2時間、長い場合は200日という記録があるが、平均的に上りにかかる時間は、4日から6日である。高度（標高）が比較的低いことと、天候に恵まれていることから、エル・キャピタンは、世界のより難しい山のクライミングに向けた格好の練習場所となっている。
その他、ロッククライミングをしなくても、1日がかりで頂上まで歩いて行けるトレイルも整備されている。

### スピードクライミング
1975年、ジム・ブリッドウェル、ジョン・ロング、ビリー・ウェストベイの3人パーティーがThe Nose（5.14a・31ピッチルート）を17時間45分で登頂し、はじめてワンディ（24時間以内）を達成した。
1990年、ハンス・フローリンハンス・フローリン、スティーブ・シュナイダーのペアがThe Noseを8時間6分で登頂した。
1990年、ピーター・クロフト、デイブ・シュルツのペアがThe Noseを6時間40分登頂した。
1991、ピーター・クロフト、デイブ・シュルツのペアがThe Noseを4時間48分で登頂した。
2001年、ディーン・ポッター、ティミー・オニールがThe Noseを3時間59分35秒の登頂し、4時間切りを達成した。
2002年、平山ユージとハンス・フローリンのペアがThe Noseを2時間48分55秒で登り、3時間切りを達成した。
2008年10月12日、平山ユージとハンス・フローリンのペアがThe Noseを2時間37分5秒で登って記録更新。
2018年6月6日、トミー・コールドウェル、アレックス・オノルドのペアがThe Noseを1時間58分7秒で登り、2時間切りを達成した。

### フリークライミング
2018年、アレックス・オノルドが、命綱も安全装置も使わないフリークライミングで登頂に成功。

## 事故
2017年9月27日、高さ約200メートルの地点で断続的に崩落が７回発生。ふもとを歩いていた英国人男性が死亡し、その妻が重傷を負った。当時は30人以上が岩を登っていたという。翌28日にも同じ場所でさらに大規模な崩落が発生。岩が近くを走っていた車の屋根を突き抜け、１人が頭部を負傷した。同公園によると、崩落は年80件ほど起きているという。